# 福山絢水
福山 絢水（ふくやま あやみ、2002年〈平成14年〉11月2日 - ）は、日本のファッションモデル。熊本県出身。エイベックス・マネジメント所属。

## 略歴
小学校5年生でコミュニティ放送の熊本シティエフエムが運営している女子小学生熊本応援バンド「Book Bear」4期生に選ばれる。
ミスiD2017に応募し、セミファイナリストに選ばれる。
2018年にファッション雑誌『Popteen』のレギュラーモデル1期生に選ばれてからは、専属モデル昇格をかけたAbemaTVのリアリティーショー『Popteenカバーガール戦争』に参加する。
AbemaTVの恋愛リアリティーショー『今日、好きになりました。』ハワイ編、韓国済州島編に出演し、活動の場を演技にも広げている。
2022年7月3日、『Popteen』8月号にて『Popteen』を卒業することが発表され、豊洲PITにて7月26日に行われたイベント『Popteen「真夏のリアコ祭」』が最後のイベント出演となった。

## 人物
- 「Book Bear」ではギター担当でエレキギターを弾き[18][19]、ファンの間では、橋本環奈に容姿が似ていると話題になる[20]。
- 『Popteen』のレギュラーモデルになってからも、「Book Bear」との交流は続いており、ライブを観覧し9期生と記念撮影するなどしている[21]。
- 「Book Bear」卒業後は、姉、いとこと3人組バンドで活動していた[10]。
- ミスiD応募当時からK-POPダンスを踊るのが好きであり[10]、「第2次Popteenカバーガール戦争」の個別動画バトルでもK-POPダンスを披露した[22]。
- 「第2次Popteenカバーガール戦争」開始当時、エイベックス・アーティストアカデミー福岡校に所属していた[23]。
- 一重まぶたであり、その特徴を生かしたメイク術をSNSで発信している[24]。服飾では、オルチャン風コーディネートに長けたモデルを目指している[11]。

## 出演

### 舞台
- 舞台『おそ松さん on STAGE 〜SIX MEN'S SHOW TIME〜 2nd SEASON』（2023年11月23日 - 27日、シアター1010 / 11月30日 - 12月3日、AiiA 2.5 Theater Kobe） - 橋本にゃー 役[25]
  - 新・喜劇『おそ松さん』（2024年8月29日 - 9月2日、サンシャイン劇場）[26]
- ACTORS STAND vol.1（2024年4月17日 - 21日、赤坂RED/THEATER）[27]
- 舞台『WAR BRIDE -アメリカと日本の架け橋 桂子・ハーン-』（2025年8月5日 - 27日、よみうり大手町ホール / 9月6日・7日、兵庫県立芸術文化センター 阪急中ホール / 9月13日・14日、久留米シティプラザ グランドホール）[28]
- 朗読劇『ネコたん！弐 ぷらす 〜猫町怪異奇譚〜』仮面遊戯殺猫事件（2025年6月21日〈予定〉、あうるすぽっと） - 財部梨杏 役[29][30]

### CM
- ファイントゥデイ資生堂『シーブリーズ』（2022年3月24日 - ）[31][19]
- やさしいライフスタイルSNS 「GRAVITY」(2023年6月10日 - )

### ネット番組
- Popteenカバーガール戦争（2018年11月2日 - 、AbemaTV）[12]
- 今日、好きになりました。（2019年、AbemaTV）[16]
- 極楽とんぼのタイムリミット（2020年10月11日[32]、ABEMA）

### イベント
- 福岡ジビエフェスタ（2017年3月18日）[33]
- チキフェス2019（2019年4月28日）ニコモ安村真奈とともにトークショーに出演[34][35]。

## 書籍

### 雑誌
- Popteen（2018年5月号 - 2022年9月号、角川春樹事務所）
  - レギュラーモデル[11]（2018年5月 - 2022年9月号）
  - 専属モデル[36]（2019年10月 - 2022年9月号）